# Serenata núm. 1 (Brahms)
La serenata núm. 1 en re major (Op. 11) és una serenata que Johannes Brahms va compondre entre 1857 i 1858, moment en què també estava treballant en el seu Concert per a piano núm. 1. La idea original era compondre un octet per a instruments solistes, però finalment la va arreglar per a orquestra.
Conté sis moviments i dura aproximadament quaranta minuts.
- Allegro molto (re major)
- Scherzo. Allegro non troppo (re menor) – Trio. Poco più moto (Si bemoll major)
- Adagio non troppo (Si bemoll major)
- Menuetto I (sol major) - Menuetto II (sol menor)
- Scherzo Allegro (re major) - Trio
- Rondo. Allegro (re major)

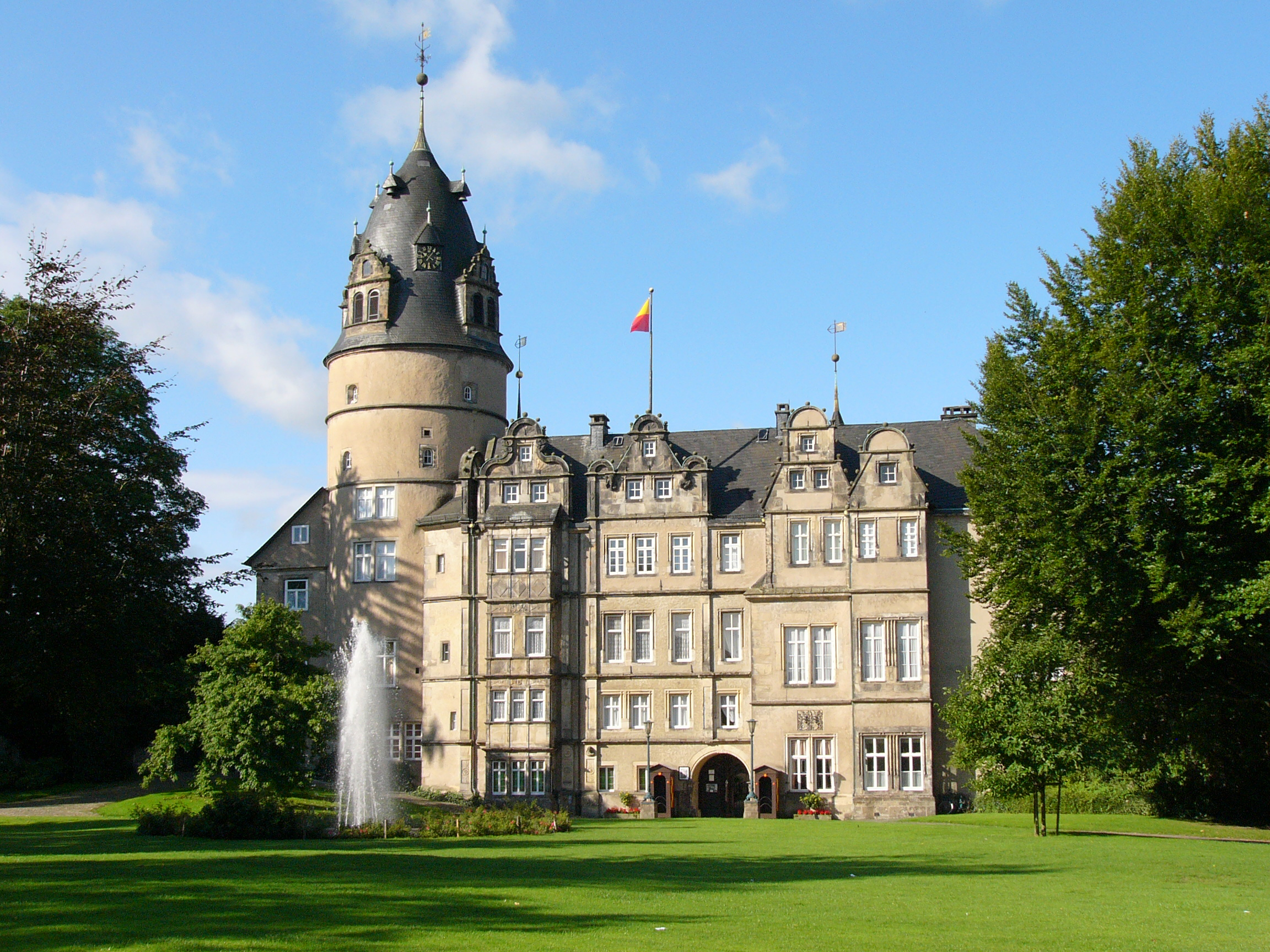
Palau de Detmold

Des que Schumann escrigués amb impulsiva generositat el seu article Nous senders, presentant Brahms com a legítim messies de la música alemanya, el geni d'Hamburg va quedar situat a l'ull de l'huracà. Era demandat a convertir-se en l'hereu de Beethoven; i que millor que escriure una simfonia per certificar-ho. Tanmateix, l'orgullosa aparença del noi era només la closca d'un home sensible i insegur de la seva pròpia potència creadora, per a qui la comparació amb Beethoven començava a pesar com una làpida.
El 1857, un any després de la mort de Schumann, Brahms va acceptar un lloc a la cort de Detmold, petita ciutat de Westfàlia, on tindria el seu primer acostament professional amb l'orquestra. Però en comptes de firmar una simfonia, crearia la seva serenata a re major.
La serenata instrumental havia tingut grans cultivadors el segle xviii, però a mitjans del XIX se la considerava una forma antiquada. Tot i així -o precisament a causa d'això- Brahms s'hi va fixar, percebent les possibilitats que la resta no volia veure. Així, va recuperar formes caducades i les renovà genialment. Com diria ell mateix al final de la seva vida, he posat vi nou en odres vells.
La serenata núm. 1 de Brahms és una d'aquelles obres que justifiquen la inclusió d'aquest compositor en el corrent més tradicionalista i menys revolucionària del Romanticisme. Amb una orquestració tan sols una mica més avançada que l'últim Haydn, aquesta obra és la resposta de Brahms a la gran tradició mozartiana de serenates i divertiments, amb els quals sembla tenir més vinculació que amb la música que, per exemple, Liszt estava component en aquells dies per a orquestra. L'Allegro molto inicial té forma de sonata amb dos temes i coda amb motius extrets del primer tema de les flautes. Després d'un Scherzo de sonoritat una mica més fosca, segueix un Adagio non troppo que sona reflexiu, concentrat i intens, amb un excel·lent control de la intensitat. Els dos minuets següents, amb els seus corresponents Trios i les seves repeticions acadèmiques, van semblar dignes del Haydn més clàssic. El segon Scherzo, enèrgic i contundent, recorda la Pastoral de Beethoven. L'obra es tanca amb un Rondo Allegro.